# 271 aC
El 271 aC va ser un any del calendari romà prejulià. Durant la República i l'Imperi Romà, era conegut com a any del consolat de Claudus i Clepsina (o, més rarament, any 483 ab urbe condita). L'ús del nom «271 aC» per referir-se a aquest any es remunta a l'alta edat mitjana, quan el sistema Anno Domini va ser el mètode de numeració dels anys més comú a Europa.

## Esdeveniments

### Àsia Menor
- Final de la Primera guerra síria (274 aC-271 aC). Ptolemeu II Filadelf recupera i conserva Cilícia occidental, i les costes de Pamfília, Lícia i Cària, la Celesíria i Fenícia i la Jònia, Cíclades i Samos.[2]

### Antiga Grècia
- Antígon II Gònatas controla tot el Macedònia després de la mort de Pirros (272 aC).[3]

### Antiga Roma
- Aquest any són elegits cònsols Gai Quinti Claudus i Luci Genuci Clepsina.[4]
- Clepsina és enviat a sotmetre la legió de Campània que dirigida per Deci Jubel·li, s'havia revoltat i s'havia apoderat de Rhegium. Després d'un llarg setge, va ocupar la ciutat i mata tots els vagabunds i lladres que troba entre els soldats i a la resta, uns 300, els envia de retorn a Roma per ser jutjats. Allà els flagel·len i els decapiten al Forum.[5][6][7]
- De Gai Quinti Claudus no es coneix res, només el seu nom, que es troba als Fasti.[4]

## Naixements
- Arat de Sició, militar, polític i historiador, dirigent de la Lliga Aquea.[8]

## Necrològiques
- Marc Valeri Corvus, magistrat romà. Va exercir magistratures curuls 21 vegades. Va ser dues vegades dictador i sis vegades cònsol.[9]